# 三道沟镇 (瓜州县)
三道沟镇，是中华人民共和国甘肃省酒泉市瓜州县下辖的一个乡镇级行政单位。

## 行政区划
三道沟镇下辖以下地区：
镇社区、东湖村、四道沟村、三道沟村、山水梁村、北滩村和五四村。